# ثوروك (دائرة انتخابية في المملكة المتحدة)
ثوروك (بالإنجليزية: Thurrock)‏ هي إحدى الدوائر الانتخابية في المملكة المتحدة الممثلة في مجلس العموم في برلمان المملكة المتحدة.
عضو البرلمان الذي يمثلها حالياً هو :Andrew Mackinlay (Lab).